# 6089 Izumi
6089 Izumi (1989 AF1) là một tiểu hành tinh vành đai chính được phát hiện ngày 5 tháng 1 năm 1989 bởi M. Koishikawa ở Ayashi.